# Чудинов, Сергей Леонидович
Серге́й Леони́дович Чуди́нов (23 августа, 1979, Тикси, республика Саха (Якутия)) — российский спортсмен и тренер. Мастер спорта России по бобслею. Заслуженный тренер России. С 2019 года главный тренер спортивной сборной России по санному спорту.

## Биография
Родился 23 августа 1979 года в поселке Тикси Булунского района Якутской АССР.
В 1996 году окончил среднюю школу №3 посёлка Тикси.
С 1996 по 1998 гг. учился в Иркутском техникуме физической культуры. Тренер-преподаватель (специализация баскетбол). 
С 1998-2002 гг. учился в Российской академии физической культуры, Иркутский филиал. Тренер-преподаватель (специализация баскетбол).

### Спортивная карьера
В 1991 году начал заниматься в секции самбо-дзюдо под руководством Алексеева А. Н. (пос.Тикси, Якутия).
Чемпион Иркутской области по баскетболу среди студентов ВУЗов, тренер Чумаков В. И.
С 1998 года, тренировался под руководством ЗТРФ по легкой атлетике Рыбина Юрия Николаевича. Чемпион Иркутской области в метании диска.
С 2004 года занимался бобслеем под руководством ЗТРФ Колоедова П.В.. Победитель (четверка) и бронзовый призер (двойка) Кубка России по бобслею (2005 г.), участник международных соревнований по бобслею.
Выступал за СК Вооруженных сил Российской Федерации, ШВСМ и Иркутскую область.

### Тренерская карьера
Начало тренерской карьеры: с 2003 г. - тренер тренажерного зала, атлетический клуб «Базис» г. Иркутск.
С 2012 г. Тренер по бобслею. ГБУКК «ЦСП по зимним видам спорта» г. Сочи.
С 2013 г. Тренер спортивной сборной команды России по санному спорту. В качестве тренера по обще-физической подготовке принимал участие в подготовке команды к Зимним Олимпийским Играм в Сочи 2014
С мая 2015 г. старший тренер сборной России по санному спорту. В качестве руководителя тренерского штаба сборной России по санному спорту принимал участие в Зимних Олимпийских играх 2018 года в Пхёнчхане.
С 2019 г. главный тренер спортивной сборной команды России по санному спорту. В качестве главного тренера сборной России по санному спорту принимал участие в Зимние Олимпийские игры 2022 на которых Иванова, Татьяна Ивановна завоевала бронзовую медаль в дисциплине женские одноместные сани
Член тренерского совета Федерации санного спорта России.
При непосредственном участии Чудинова С. Л. к 2022 году команда завоевала: две серебряные медали на Зимние Олимпийские игры 2014; бронзу на Зимние Олимпийские игры 2022; 20 золотых наград, 15 серебряных и 12 бронзовых на чемпионатах мира и Европы, в мужских одиночных, двухместных санях, женских одиночных санях и командной гонке, трижды выиграла Кубок мира в общем зачете в мужских одноместных санях и 1 раз в командной гонке. Впервые в истории санного спорта России сборная завоевала золотые награды чемпионатов мира в мужских одноместных санях (Семен Павличенко), женских одноместных санях (Екатерина Катникова) и в эстафете (Семен Павличенко, Татьяна Иванова, Владислав Южаков/Юрий Прохоров).

### Награды и звания
- Мастер спорта России (2004 год)
- Почетная грамота министерства спорта РФ[3] (2014 год)
- Лауреат премии «Золотые сани» в номинации «Лучший тренер» (2014 год)
- Памятная медаль «XXII Олимпийские зимние игры и XI Паралимпийские зимние игры 2014 года в городе Сочи»
- Благодарность Федерации Санного спорта России (2016 год)
- Заслуженный тренер России[4] (2019 год)
- Почётный гражданин Булунского улуса (района), республики Саха (Якутия)￼.
- Почетная грамота министерства спорта РФ[5] (2021 год)
- Благодарность президента Российской Федерации (2023 год)